# Guerra de Licto

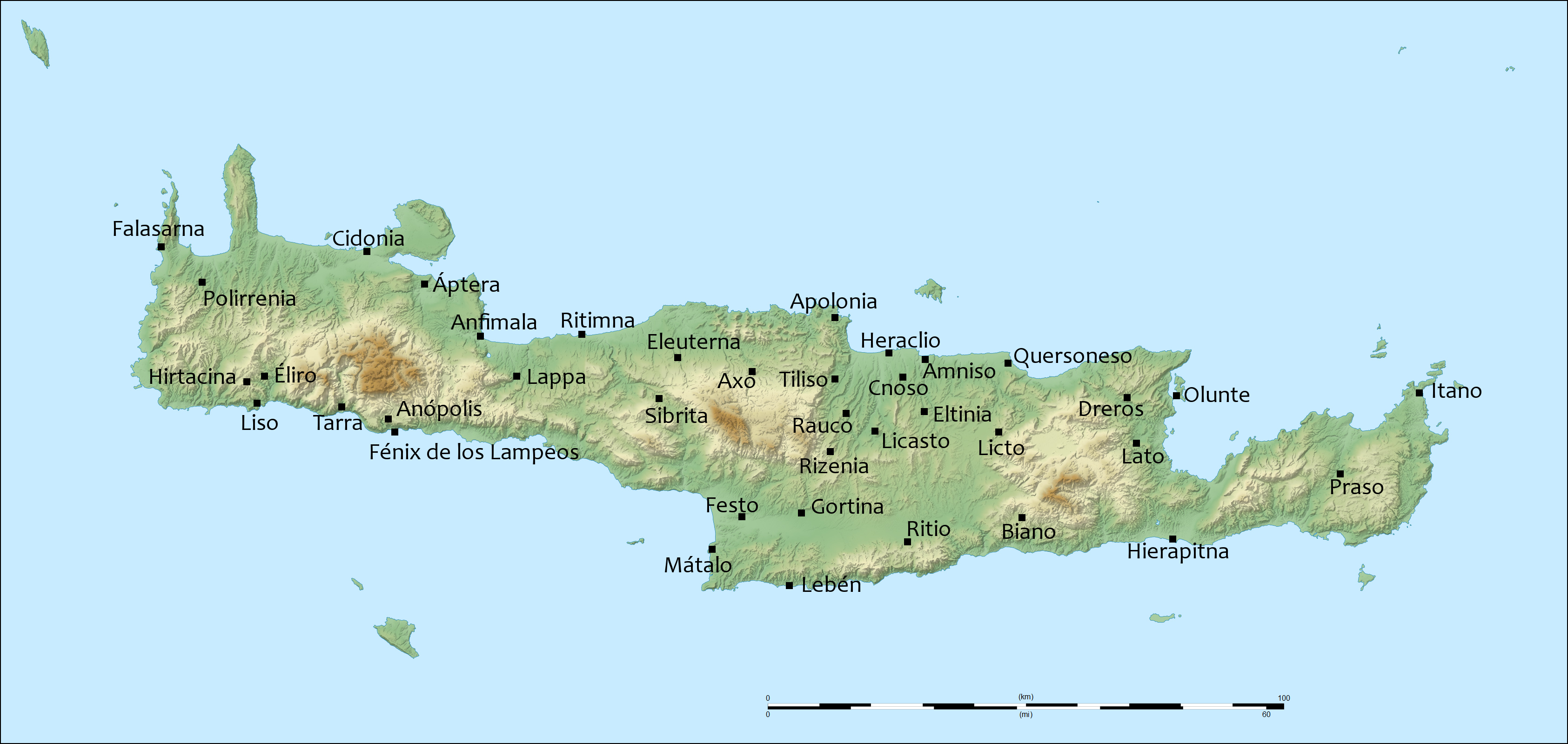
Mapa de Creta con la ubicación de algunas de las principales ciudades en los periodos clásico y helenístico.

La Guerra de Licto fue un conflicto principalmente entre las ciudades cretenses de Cnosos y Gortina y Licto en 220 a. C por el control de la isla.
Durante los siglos anteriores, las ciudades de Cnosos y Gortina habían luchado por la supremacía de la isla. Hacia finales del siglo III a. C., las dos ciudades decidieron unir sus fuerzas para asegurarse el control de Creta. Cnosos aprovechó una disputa entre la población de Gortina para conseguir esta alianza. De hecho, en la propia Gortina estalló una stasis (guerra civil) entre enemigos y partidarios de Cnosos. Al final, fueron estos últimos los que se impusieron.
Otras ciudades se opusieron a la política de Cnosos, entre ellas Lappa, Polirrinia y Licto. El temor a que más ciudades cretenses se sublevaran obligó a Cnosos y Gortin a intervenir militarmente, y decidieron castigar a Licto.
Cnosos recibió ayuda de un millar de mercenarios de Etolia, dirigidos por Filopemén. Aprovechando la ausencia de los hombres de Licto, que habían ido de campaña a Ierápetra, los atacantes incendiaron la ciudad y se llevaron a mujeres y niños como prisioneros a Cnosos. De regreso a su ciudad, los hombres de Licto decidieron abandonarla e instalarse en Lappa desde donde continuaron su lucha.
Las ciudades de Lappa y Polirrenia solicitaron entonces la intervención de Filipo V (rey de Macedonia). Filipo envió 500 hombres, a los que se unieron 200 soldados de la aqueos del Peloponeso. Eleuterna, Áptera y Cidonia se separaron de Cnosos y se unieron al campamento de Lappa y Polirrenia. Filipo V consiguió entonces hacerse con el control de la parte occidental de la isla, que se convirtió en protectorado macedonio en 216 a. C.